# Saab 37 Viggen
Saab 37 Viggen (tiếng Anh: Thunderbolt) là một loại máy bay tiêm kích và cường kích tầm trung một chỗ một động cơ do Thụy Điển chế tạo trong giai đoạn 1970-1990. Vài biến thể đã được sản xuất cho vai trò máy bay tiêm kích-tiêm kích đánh chặn bay mọi thời tiết, cường kích, trinh sát hình ảnh cũng như huấn luyện hai chỗ.

## Quốc gia sử dụng
Thụy Điển
- Không quân Thụy Điển

## Thông số kỹ thuật (JA 37 Viggen)

### Đặc điểm riêng
- Tổ lái: 1
- Chiều dài: 16.4 m (53 ft 9 in)
- Sải cánh: 10.6 m (34 ft 9 in)
- Chiều cao: 5.9 m (19 ft 4 in)
- Diện tích cánh: 46 m² (500 ft²)
- Trọng lượng rỗng: 9,500 kg (21,000 lb)
- Trọng lượng cất cánh: AJ 16,000 kg; JA 17,000 kg (AJ 35,273 lb; JA 37,478 lb)
- Trọng lượng cất cánh tối đa: 20,000 kg (44,000 lb)
- Động cơ: 1× turbofan Volvo RM8B, 72.1 kN / 125.0 kN (đốt đít) (16,200 lbf dry, 28,110 lbf đốt đít)

### Hiệu suất bay
- Vận tốc cực đại: Mach 2.1, 2,231 km/h trên cao 11,000 m (1,386 mph trên cao 36,100 ft)
- Vận tốc hành trình:
- Tầm bay: 1,000 km với nhiên liệu bên trong (621 mi)
- Trần bay: 18,000 m (59,100 ft)
- Vận tốc lên cao: 12,200 m/min (40,026 ft/min)
- Lực nâng của cánh:
- Lực đẩy/trọng lượng:

### Vũ khí
- 1x pháo 30 mm Oerlikon KCA, 150 viên đạn
- 6 giá treo: mang 2 quả RB71 Skyflash (chỉ danh cho JA37), 4 quả AIM-120 AMRAAM (JA 37D), hoặc 6 quả AIM-9 Sidewinder hay 4 ống phóng rocket gắn ngoài 135 mm (5.4 in). Rocket chống tàu RBO4E hay RSB15 hay AGM-65A. 500 kg bom hoặc 120 kg bom văng mảnh Virgo
- Thiết bị ECM U95 gắn ngoài (JA 37D)

### Máy bay có tính năng tương đương
- Dassault Mirage F1
- F-4 Phantom II
- Mikoyan-Gurevich MiG-23
- Mikoyan MiG-27
- Yakovlev Yak-45